# Luftpirat

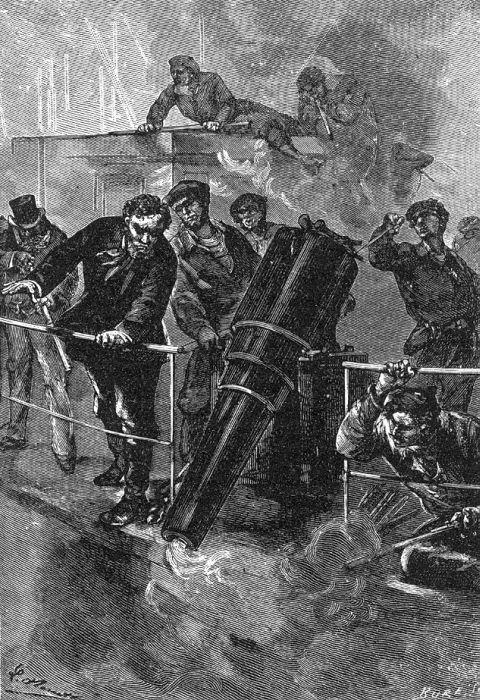
Luftskeppsbesättning som mannar luftartilleri i Jules Vernes roman Luftens herre.

Luftpirater eller flygpirater är stereotypa rollfigurer som förekommer i många science fiction-berättelser och livnär sig främst på att angripa och plundra luftfarkoster. De använder sig vanligen av individuella stridsflygplan som opererar från hangarzeppelinare eller hangarfartyg men exempel finns där de använder luftskepp för att borda och äntra andra luftskepp likt traditionellt sjöröveri.
Luftpirater är uppdiktade med inspiration från sjörövare i verkligheten samt myterna kring dem och icke-science fiction-berättelser, vilka opererat med båt ute till havs på jorden, framför allt under 1600- och 1700-talet. De skiljer sig även från rymdpirater i science fiction, vilka opererar i rymden, då luftpirater opererar i atmosfären på en himlakropp, såsom en planet, dvärgplanet eller naturlig satellit.

## I popkulturmedia

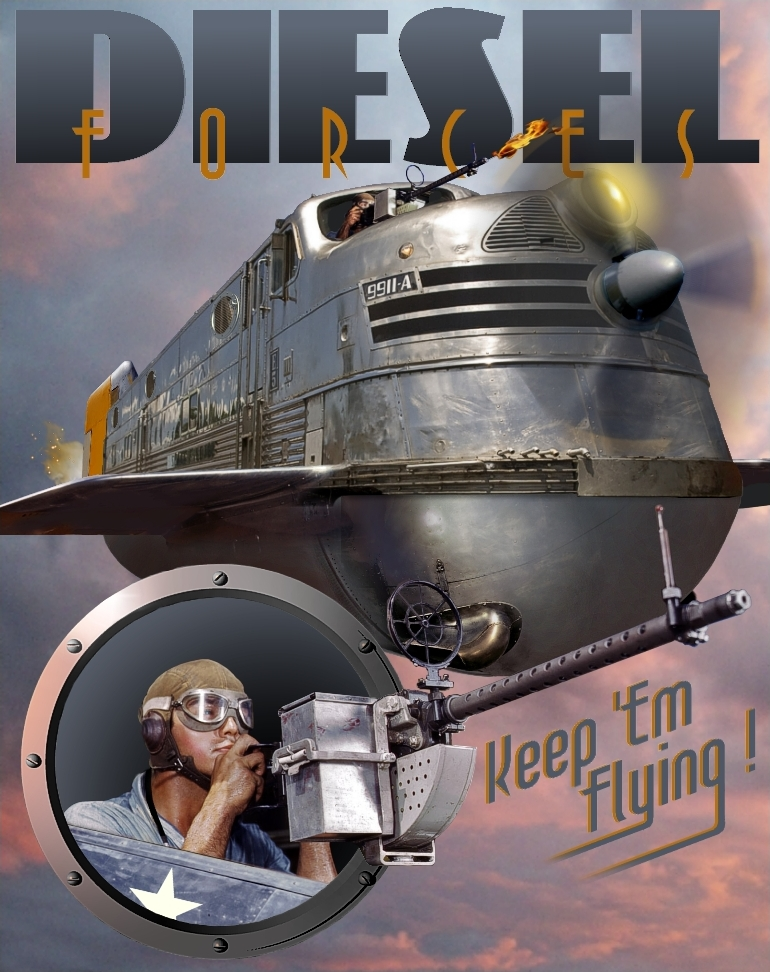
Dieselpunkaffisch föreställandes ett flygande godståg beväpnad med en rörlig kulspruta som självförsvarsbeväpning, möjligen som försvar mot luftpirater. Affischen lyder "keep 'em flying" (håll de flygande).

Luftpirater förekommer i litteratur, filmer, serietidningar, TV-serier och datorspel. De tar ofta inspiration från historiska event, såsom sjöröveriets guldålder mellan 1600- och 1700-talet eller Röde Baronens flygande cirkus från första världskriget, men även science fiction-litteratur, speciellt tidig sådan såsom Jules Vernes Luftens herre och En världsomsegling under havet, varav luftpirater ofta förekommer inom steampunk och dieselpunk.
Luftpirater hade sitt första stora uppsving i berättelser mellan 1910- och 1930-talet. Ett gott sådant exempel är den tyska kiosklitteraturen Der Luftpirat und sein lenkbares Luftschiff(de) (Luftpiraten och hans styrbara luftskepp) som släpptes mellan 1908 och 1911 i 165 nummer och handlade om en luftpirathjälte vid namn Kapten Mors som bekämpade kriminella och anarkister med sitt styrbara luftskepp, samt rymdfarkosten Meteor. Karaktären bygger på två romankaraktärer av Jules Verne: Ingenjör Roburs från Luftens herre och Kapten Nemo. Under 1980- och 1990-talet kom nästa stora uppsving i popkulturen. Exempelvis långfilmen Sky Pirates (även känd som Dakota Harris) från 1986, tecknade TV-serien Luftens hjältar från 1990 och tecknade filmen Porco Rosso från 1992. Även filmen Waterworld från 1995 hade ett exempel på pirater som använde flygplan.

### Exempel på luftpiratmedia
- Crimson Skies(en) – bordsspels- och datorspelsserie där man spelar som och mot luftpirater i värld inspirerad av det glada tjugotalet.
- Luftens hjältar – tecknad TV-serie producerad av Walt Disney Company från 1990. Serien följer Baloo från Disneys Djungelboken, här föreställd som en fraktpilot och sjöflygare under sena mellankrigstiden, i en värld inspirerad av bland annat filmen Casablanca där luftpirater utgör de huvudsakliga antagonisterna.[2]
- Porco Rosso – tecknad film producerad av Studio Ghibli och regisserad av Hayao Miyazaki från 1992. I filmen förekommer luftpirater som de huvudsakliga antagonisterna.

### Hangarzeppelinare
Ett relativt vanlig element i luftpiratmedia är bruk av hangarzeppelinare, det vill säga luftskepp som är avsedda att fungera som flygande hangarfartyg där flygplan båda kan landa och starta. Landning och start sker på olika sätt i olika påhittade universum. I datorspelserien Crimson Skies sker start och landning genom en lucka på luftskeppets buk likt historiska hangarzeppelinare (se exempelvis USS Akron (ZRS-4)) medan hangarzeppelinarna i tecknade TV-serien Luftens hjältar har en landningsbana ovanpå luftskeppet. Detta exempel kan även landa på vatten och fungera som en svävare.

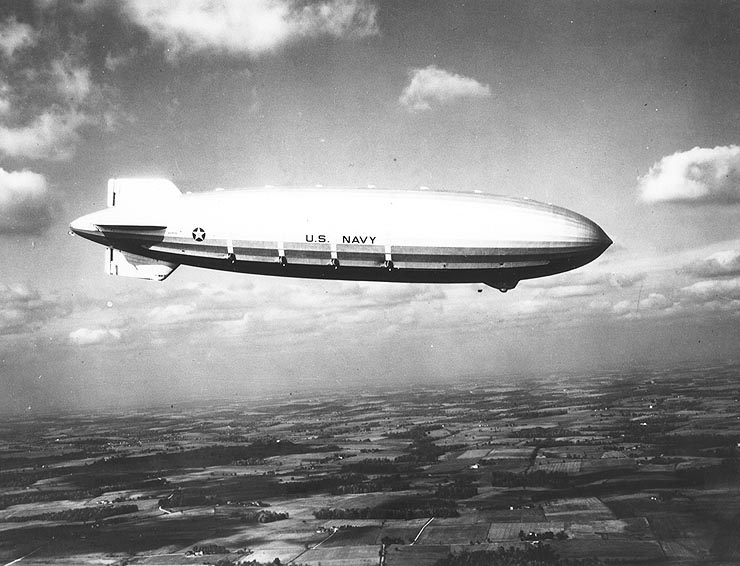
Hangarzeppelinare i luften.
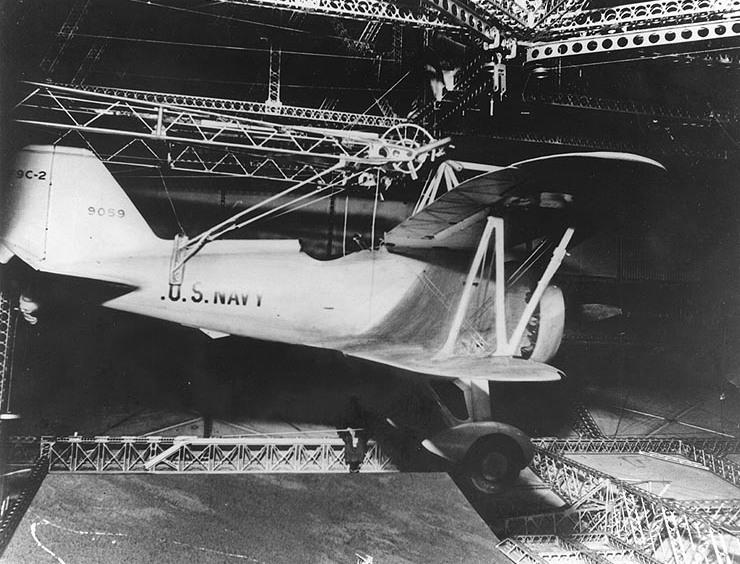
Jaktplan däckad i hangarzeppelinare.
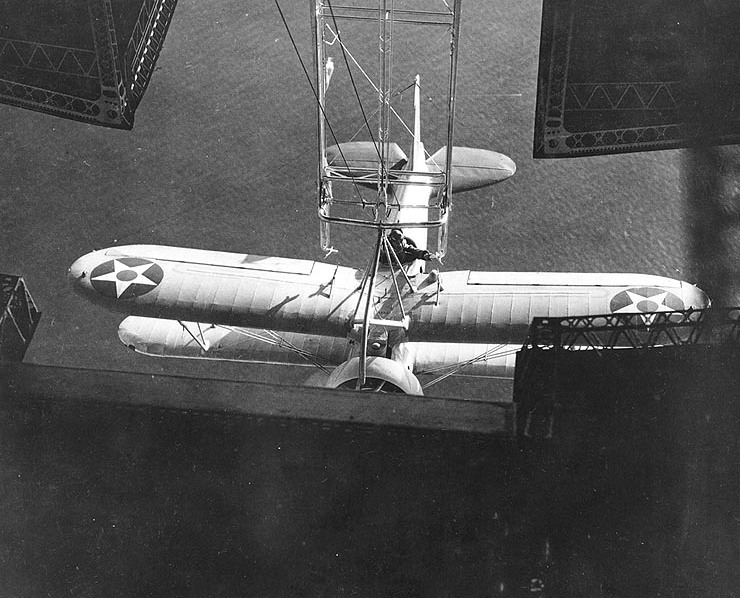
Jaktbiplan fälls ut med trapets från hangarzeppelinare.
Jaktbiplan flyktfälls från trapets i hangarzeppelinare.

## Luftkapning i historien
I historien finns få om några exempel på sådant som kan kallas ”luftkapning” i samma anda som sjöröveri. Ett undantag finns dock, från första världskriget.
Luftskeppet Zeppelin LZ 66 (L 23) av den tyska kejserliga marinen var på spaningsuppdrag den 23 april 1917 när de kom på det norska smugglingsfartyget Royal i Nordsjön 85 sjömil (157,42 km) från Bovbjerg fyr på Jylland. Fartyget låg bland en ansamling civila fiskebåtar men när det tyska skeppet kom närmare började den norska besättningen snabbt evakuera sitt fartyg. Den sista livbåten släpptes direkt i vattnet istället för att hissas ner varvid det blev tydligt att besättningen höll på med lömsk aktivitet och försökte röja bevisen. Den tyska luftskeppsbesättningen fick då idén att borda och kapa skeppet å Tyskland vägnar.
För att halta den norska besättningen släppte de en bomb precis framför det norska skeppet. Luftskeppet fortsatte sedan att sväva försiktigt ovanför en livbåt, varpå kommendör Bockholt krävde fartygets papper och skickade en officer och 5 sjömän till fartyget för att undersöka om lastfartyget fraktade smuggelgods i strid med norsk neutralitet. Royal fraktade faktiskt olagligt timmer till England, nämligen gruvproppar avsedda för West Hartlepool. Denna upptäckt möjliggjorde laglig konfiskering av fartyget som krigsbyte.
En snabbt utvald bordningsgrupp bestående av båtmannen Bernhard Wiesemann, överstyrman Ernst Fegert och överstyrman Friedrich Engelke tog över segelfartyget. Deras beväpning bestod av en kulspruta och en signalpistol. Den norska besättningen var initialt inlåst i sina kvarter, men när tyskarna kämpade med att manövrera fartygets segel släpptes besättningen fri och beordrades att segla barken till Cuxhaven, varåt de anlände efter 43 timmar. Där konfiskerade och sålde flottan Royal som sedan fortsatte att tjänstgöra hos olika tyska rederier både under och efter kriget tills fartyget 1924 såldes för skrot.
Denna handling var en stor prestation och höjde moralen i zeppelinarkåren men den irriterade det tyska befälet eftersom den utsatte zeppelinaren för avsevärd risk för liten belöning och instruktioner gavs att inte upprepa tillfångatagandet.